# (34806) 2001 SJ69
2001 SJ69 (asteroide 34806) é um asteroide da cintura principal. Possui uma excentricidade de 0.21223310 e uma inclinação de 5.69359º.
Este asteroide foi descoberto no dia 17 de setembro de 2001 por LINEAR em Socorro.